# Relaciones Filipinas-Guatemala
Las relaciones Guatemala-Filipinas son las relaciones internacionales entre Filipinas y Guatemala. Los dos países establecieron relaciones diplomáticas el 21 de junio de 1972.

## Relaciones diplomáticas
Guatemala y Filipinas iniciaron relaciones diplomáticas el 21 de junio de 1972. Guatemala mantiene un embajador concurrente para Filipinas desde Japón y Filipinas maneja un embajador concurrente para Guatemala desde México.
En mayo de 2016 Filipinas nombró a la nueva Cónsul Honoraria en Guatemala, Señora Silvana Ayuso, estrechando así los lazos entre ambos países. El 26 de julio de 2017, el embajador filipino en México y concurrente para Guatemala Eduardo José Atienza de Vega, entregó sus credenciales al presidente Jimmy Morales, y afirmó: “Él habla en una lengua más accesible al pueblo, tengo la plena confianza de que, si vamos a tener un buen éxito en la gestión del presidente Morales y el presidente de Filipinas Rodrigo Duterte”.